# Hassi Bahbah
Pour les articles homonymes, voir Hassi.
Hassi Bahbah (en arabe حاسي بحبح) est une commune de la wilaya de Djelfa en Algérie.

## Géographie
La ville, située au nord de la wilaya à 50 km de Djelfa (et 250 km au sud d'Alger), s'étend sur environ 7 km au nord et 6 km à l'ouest.

## Histoire
Depuis 2008 cette ville s'est fortement améliorée.
De plus, le nombre d'habitants a aussi augmenté.
Les magasins, restaurants se sont multipliés.

## Économie
Le marché à bétail de Hassi Bahbah, couvre une superficie de plus de 8 ha et est considéré comme l'un des plus grands d'Algérie[réf. nécessaire].
Une route permettant d'accéder à Alger et Djelfa s'est améliorée.
Une voie ferrée s'est instalée depuis 2023.